# Alexandr (Tolstopjatov)
Alexandr (světským jménem: Anatolij Michajlovič Tolstopjatov; 22. října 1878, Moskva – 23. září 1945, Molotov) byl ruský duchovní Ruské pravoslavné církve a arcibiskup molotovský a solikamský.

## Život
Narodil se 22. října 1878 v Moskvě jako syn univerzitního profesora Michaila Alexandroviče Tolstopjatova.
Navštěvoval Kronstadtské námořní inženýrské učiliště, Petrohradskou konzervatoř a Michajlovskou dělostřeleckou akademii.
Od 19. května 1901 byl praporčíkem a roku 1904 důstojníkem na torpédovém člunu č. 206. Byl účastníkem rusko-japonské války. Při jednom z útoků byl člun potopen. Do konce roku 1905 byl v zajetí na Fukuoce. Během své služby byl povýšen na kapitána.
Od roku 1918 byl učitelem fyziky Sovětského námořnictva.
Od roku 1920 studoval na Petrohradském bohosloveckém institutu a stejného roku byl rukopoložen na jereje. Od roku 1921 byl představeným chrámu Narození přesvaté Bohorodice při Petrohradské konzervatoři.
Dne 13. března 1922 byl zatčen. Obviněn byl za maření zabavení církevního majetku. Byl odsouzen ke třem letům vězení. Roku 1923 byl předčasné propuštěn a stejného roku postřižen na monacha se jménem Alexandr. Roku 1924 byl opět zatčen a odsouzen ke dvoum letům v Soloveckém táboře zvláštního určení.
Od roku 1926 žil v Nižním Novgorodu v Pečerském monastýru. V srpnu 1928 byl povýšen na archimandritu.
V lednu 1929 byl zatčen a deportován do Permu. Dne 15. února 1930 byl znovu zatčen a obviněn z protisovětské činnosti. Dne 31. května 1931 byl odsouzen ke třem letům vězení a poslán do tábora Bělbaltlag.
Opět byl předčasné propuštěn a 21. srpna 1933 metropolitou Sergijem (Stragorodským) rukopoložen na biskupa alma-atinského a kazachstánského.
Odhodlaně bojoval proti renovacionismu (schizmatická část církve) a byl přísným biskupem. Věřícími byl nazýván „Ivanen Hrozným“.
Roku 1936 byl zatčen a 3. září odsouzen Trojkou NKVD ke třem letům v pracovním táboře. Později byl trest prodloužen. Roku 1940 byl propuštěn (někdy je uváděn rok 1943).
Dne 7. září 1943 byl zvolen biskupem molotovským a solikamským. Jako biskup dosáhl otevření 38 chrámů.
Dne 22. února 1945 byl povýšen na arcibiskupa.
Zemřel 23. září 1945. Pohřben byl arcibiskupem sverdlovským a čeljabinským Tobiou (Ostroumovem) v chrámu Svaté Trojice v Permu.